# クロスウィックモンスター
クロスウィックモンスター（Crosswick Monster）は、1882年にアメリカ合衆国のオハイオ州に出現した未確認動物の一種。

## 特徴
全長9-12メートル、直立時の全高3.6-4.2メートル、太さ40センチ、脚の長さ1.2メートル、頭幅40センチ。
四肢を持つヘビのような姿をしている。
トカゲのような鱗を持ち、体色は黒と白で、黄色い斑点がある。
口内は真っ赤で、二又に分かれた舌を持つ。

## 目撃
1882年5月、オハイオ州クロスウィックで11歳と13歳の少年が釣りをしていたところ、怪物が彼らに駆け寄ってきた。怪物は13歳の少年の腕を掴み、小川を90メートルほど下ってセイヨウカジカエデの木の穴に飛び込んだ。
少年の悲鳴によって付近にいた3人の男が駆けつけ、怪物が少年を連れ去ろうとしているのを目撃した。怪物は警戒し、少年を解放した。少年はすぐに回復すると予想されていたが、長い間痙攣と恐怖の発作に苦しんだという。
同日の午後遅く、斧や棍棒、犬などを携えた60人の男が怪物の巣と思しきセイヨウカジカエデの木を破壊するべく集まった。一行が木に攻撃を始めると、怪物は木の穴から姿を現し、人間のように直立して競走馬のような速度で逃げていった。怪物は1.6キロほど走り、丘の穴に姿を消した。

## 正体
行動や外見はオオトカゲやバシリスク、ドクトカゲなどと類似しているが、どれも報告されているクロスウィックモンスターの大きさには成長せず、地理的にも問題があるため、正体は未だ不明である。